# سي بي سي بنة
سي بي سي بنة (CBC Benna)، سابقا: بنة تي في، كانت قناة جزائرية تابعة لها ضمن مجمع الشروق للإعلام و النشر، تهتم بشؤون الطبخ والمرأة. أنشئت في 19 مارس 2015 و مع بداية بث تجريبي.
و أنتهت بث في سنة. يناير 2019 بسبب جراء أستبدال قناة بـ "الشبابية" الشروق +.

## نبذة عن القناة
أنشئت قناة بنة في التاسع عشر من مارس 2015 من طرف مجمع الشروق للإعلام و النشر، بمناسبة الذكرى الثالثة لتأسيس أول قناة تابعة لشبكة الشروق.تعنى بالمرأة والطبخ، وقد حققت نجاح واسع في الجزائر من خلال برامجها المتنوعة التي من أهمها : مطبخ بن بريم، احلم واطبخ، حبيت نولي شاف، موعد مع النساء.

## تغيير اسم القناة
في السابع من ماي 2017 تم الإعلان عن تغيير اسم قناة بنة تي في إلى سي بي سي بنة من طرف المدير العام لمجمّع الشروق علي فوضيل، بالإضافة إلى تغيير برامج القناة لتصبح تهتم بجميع شؤون المرأة عن طريق عرض برامج في مجال الصحّة والجمال والأزياء والموضة، بالإضافة إلى برامج الطبخ التي اعتمدتها القناة طيلة الفترة الماضية.

## الترددات
- تبث بنة TV على مدار نايلسات التردد 11900 أفقي 27500

## شعار القناة

شعار قناة بنة تي في (2015-2017)
الشعار الثاني لبنة تي في (النسخة المستخدمة على الشاشة 2015-2017)